# أكسيد التكنيشيوم السباعي
أكسيد التكنيشيوم السباعي هو مركب كيميائي صيغته الكيميائية هي Tc2O7. هذا المركب الصلب الأصفر المتطاير هو مثال نادر على أكاسيد الفلزات الثنائية الجزيئية، أما الأمثلة الأخرى فتشمل الأكاسيد التالية: أكسيد الأوزميوم الثماني وأكسيد الروثينيوم الثماني وMn2O7 غير المستقر.
يحضر أكسيد التكنيشيوم السباعي عن طريق أكسدة التكنيشيوم على درجة حرارة 450-500 درجة مئوية 
2 Tc  +  3.5 O2  →  Tc2O7